# Eagleheart
«Eagleheart» es la primera canción del disco Elements, Pt. 1 de Stratovarius publicado el 25 de noviembre de 2002. Sacaron un videoclip publicado el 19 de febrero de 2003 por la compañía Nuclear Blast. A diferencia del disco esta canción se consagró entre las clásicas de la gente y de la banda. Además la banda alcanzó por segunda vez el puesto número 2 por 8 semanas en Finlandia.

## Lista de canciones
1. «Eagleheart» - 3:50
2. «Run Away» - 4:52
3. «Eagleheart» (Demo Versión) - 3:30

## Personal
- Timo Kotipelto - Vocalista
- Timo Tolkki - Guitarra
- Jari Kainulainen - Bajo
- Jens Johansson - Teclado
- Jörg Michael - Batería

## Posicionamiento
| Listas (2003) | Posición |
| ------------- | -------- |
| Finlandia     | 2        |